# Emma Curvers
Emma Elizabeth Curvers (Leeuwarden, 15 oktober 1985) is een Nederlandse schrijfster, journaliste en columniste voor het landelijke dagblad de Volkskrant.